# Devli
Devli är en ort i Indien.   Den ligger i distriktet Bhīlwāra och delstaten Rajasthan, i den centrala delen av landet, 400 km sydväst om huvudstaden New Delhi. Devli ligger 339 meter över havet och antalet invånare är 21 298.
Terrängen runt Devli är platt. Runt Devli är det ganska tätbefolkat, med 185 invånare per kvadratkilometer. Devli är det största samhället i trakten. Trakten runt Devli består till största delen av jordbruksmark.